# Akira Torijama
Akira Torijama, japonski umetnik mange in ustvarjalec likov * 5. april 1955 Nagoja, Japonska, † 1. marec 2024.
Torijama je najprej dobil glavno priznanje za svojo zelo uspešno serijo mange Dr. Slump, preden je ustvaril Dragon Ball - njegovo najbolj znano delo - in deloval kot oblikovalec likov za številne priljubljene videoigre, kot so serije Dragon Quest, Chrono Trigger in Modri zmaj. Toriyama velja za enega izmed umetnikov, ki je spremenil zgodovino mang, saj so njegova dela zelo vplivna in priljubljena, zlasti Dragon Ball, ki jo mnogi umetniki mange navajajo kot vir navdiha. 
Z dr. Slumpom je leta 1981 dobil nagrado Shogakukan Manga Award za najboljšo shōnen ali shōjo mango, na Japonskem pa so jo prodali v več kot 35 milijonih izvodov. Prirejena je bila v uspešno animirano serijo, z drugo animjrano serijo, ki je nastala leta 1997, 13 let po koncu mange. Njegova naslednja serija, Dragon Ball, je postala ena najbolj priljubljenih in najuspešnejših mang na svetu. Po vsem svetu je bila prodana 250–300 milijonov izvodov zato je druga najbolje prodajana manga vseh časov in najbolj priljubljena japonska manga ter velja za enega glavnih razlogov za obdobje, ko je bila naklada mang največja sredi osemdesetih in sredi devetdesetih let. Prekomorske prilagoditve anime Dragon Ball-a so bile uspešnejše od mang in so zaslužne za povečanje priljubljenosti anime v zahodnem svetu. Leta 2019 je bil Toriyama odlikovan za viteza francoskega Ordre des Arts et des Lettres za svoj prispevek k umetnosti.